# Elisa Polli
Elisa Polli (Sassoferrato, 27 agosto 2000) è una calciatrice italiana, attaccante dell'Inter e della nazionale italiana.

## Carriera

### Club
Dopo tre stagioni passate all'E.D.P. Jesina, con cui ha vinto il campionato di Serie B 2015-2016 e fatto il suo esordio in Serie A nella stagione 2016-2017, nel luglio 2017 si è accordata con il Tavagnacco.
Dopo la retrocessione delle friulane in Serie B nel 2020, si accorda per la stagione 2020-2021 con l'Empoli, rimanendo così in massima serie. Il 19 luglio 2021 passa in prestito all'Inter, passando poi a titolo definitivo alla società nerazzurra nella stagione 2022-23.

### Nazionale

#### Nazionali giovanili
Polli viene convocata dal ct Rita Guarino per vestire la maglia della nazionale italiana Under-17 in occasione delle fasi di qualificazione all'edizione di Bielorussia 2016 del campionato europeo di categoria. Durante il torneo UEFA fa il suo esordio il 15 marzo 2016, allo stadio Bruno Benelli di Ravenna, dove parte titolare nell'incontro dove le Azzurrine affrontano le avversarie della Grecia, impiegata dal primo minuto fino alla sostituzione con Camilla Labate al 71', partita terminata 4-1 per l'Italia.
Conquistata la fase finale viene impiegata in due delle tre partite del gruppo B, dove l'Italia è inserita assieme a Repubblica Ceca, Germania e Spagna, queste ultime che si contenderanno il titolo a fine torneo. Le Azzurrine, con due pareggi e una sconfitta non riescono a superare la fase a gironi, costringendo Polli e compagne al rientro anticipato.
Grazie alla giovane età, Guarino la reinserisce in rosa anche nelle qualificazioni alla fase finale di Repubblica Ceca 2017.

#### Nazionale maggiore
Nel maggio del 2022, Polli ha ricevuto la sua prima convocazione in nazionale maggiore dalla CT Milena Bertolini, prendendo parte a un raduno in vista degli Europei dello stesso anno.
Il 10 ottobre seguente, l'attaccante ha esordito con la maglia azzurra, subentrando ad Aurora Galli nei minuti finali dell'amichevole persa per 1-0 contro il Brasile.

## Statistiche

### Presenze e reti nei club
Statistiche aggiornate al 10 maggio 2025.
| Stagione             | Squadra              | Campionato           | Campionato | Campionato | Coppe nazionali | Coppe nazionali | Coppe nazionali | Coppe continentali | Coppe continentali | Coppe continentali | Altre coppe | Altre coppe | Altre coppe | Totale | Totale |
| Stagione             | Squadra              | Comp                 | Pres       | Reti       | Comp            | Pres            | Reti            | Comp               | Pres               | Reti               | Comp        | Pres        | Reti        | Pres   | Reti   |
| -------------------- | -------------------- | -------------------- | ---------- | ---------- | --------------- | --------------- | --------------- | ------------------ | ------------------ | ------------------ | ----------- | ----------- | ----------- | ------ | ------ |
| 2014-2015            | E.D.P. Jesina        | B                    | 23         | 14         | CI              | -               | -               | -                  | -                  | -                  | -           | -           | -           | 23     | 14     |
| 2015-2016            | E.D.P. Jesina        | B                    | 17         | 23         | CI              | ?               | ?               | -                  | -                  | -                  | -           | -           | -           | 17+    | 23+    |
| 2016-2017            | E.D.P. Jesina        | A                    | 18         | 8          | CI              | 1               | 0               | -                  | -                  | -                  | -           | -           | -           | 19     | 8      |
| Totale E.D.P. Jesina | Totale E.D.P. Jesina | Totale E.D.P. Jesina | 58         | 45         |                 | 1+              | 0+              |                    | -                  | -                  |             | -           | -           | 59+    | 45+    |
| 2017-2018            | Tavagnacco           | A                    | 14+1       | 3          | CI              | 4               | 1               | -                  | -                  | -                  | -           | -           | -           | 19     | 4      |
| 2018-2019            | Tavagnacco           | A                    | 4          | 0          | CI              | -               | -               | -                  | -                  | -                  | -           | -           | -           | 4      | 0      |
| 2019-2020            | Tavagnacco           | A                    | 14         | 2          | CI              | -               | -               | -                  | -                  | -                  | -           | -           | -           | 14     | 2      |
| Totale Tavagnacco    | Totale Tavagnacco    | Totale Tavagnacco    | 33         | 5          |                 | 4               | 1               |                    | -                  | -                  |             | -           | -           | 37     | 6      |
| 2020-2021            | Empoli               | A                    | 13         | 7          | CI              | 3               | 0               | -                  | -                  | -                  | -           | -           | -           | 16     | 7      |
| 2021-2022            | Inter                | A                    | 17         | 0          | CI              | 4               | 1               | -                  | -                  | -                  | -           | -           | -           | 21     | 1      |
| 2022-2023            | Inter                | A                    | 25         | 12         | CI              | 5               | 1               | -                  | -                  | -                  | -           | -           | -           | 30     | 13     |
| 2023-2024            | Inter                | A                    | 22         | 4          | CI              | 3               | 1               | -                  | -                  | -                  | -           | -           | -           | 25     | 5      |
| 2024-2025            | Inter                | A                    | 20         | 7          | CI              | 2               | 1               |                    | -                  | -                  | -           | -           | -           | 22     | 8      |
| Totale Inter         | Totale Inter         | Totale Inter         | 84         | 23         |                 | 14              | 4               |                    | -                  | -                  |             | -           | -           | 98     | 27     |
| Totale carriera      | Totale carriera      | Totale carriera      | 188        | 80         |                 | 22+             | 4+              |                    | -                  | -                  |             | -           | -           | 210+   | 84+    |

### Cronologia delle presenze e delle reti in nazionale
| Cronologia completa delle presenze e delle reti in nazionale ― Italia | Cronologia completa delle presenze e delle reti in nazionale ― Italia | Cronologia completa delle presenze e delle reti in nazionale ― Italia | Cronologia completa delle presenze e delle reti in nazionale ― Italia | Cronologia completa delle presenze e delle reti in nazionale ― Italia | Cronologia completa delle presenze e delle reti in nazionale ― Italia | Cronologia completa delle presenze e delle reti in nazionale ― Italia | Cronologia completa delle presenze e delle reti in nazionale ― Italia |
| Data                                                                  | Città                                                                 | In casa                                                               | Risultato                                                             | Ospiti                                                                | Competizione                                                          | Reti                                                                  | Note                                                                  |
| --------------------------------------------------------------------- | --------------------------------------------------------------------- | --------------------------------------------------------------------- | --------------------------------------------------------------------- | --------------------------------------------------------------------- | --------------------------------------------------------------------- | --------------------------------------------------------------------- | --------------------------------------------------------------------- |
| 10-10-2022                                                            | Genova                                                                | Italia                                                                | 0 – 1                                                                 | Brasile                                                               | Amichevole                                                            | -                                                                     | 71’                                                                   |
| 11-11-2022                                                            | Lignano Sabbiadoro                                                    | Italia                                                                | 0 – 1                                                                 | Austria                                                               | Amichevole                                                            | -                                                                     | 67’                                                                   |
| 15-11-2022                                                            | Belfast                                                               | Irlanda del Nord                                                      | 1 – 0                                                                 | Italia                                                                | Amichevole                                                            | -                                                                     | 89’                                                                   |
| Totale                                                                |                                                                       | Presenze                                                              | 3                                                                     |                                                                       | Reti                                                                  | 0                                                                     |                                                                       |

## Palmarès

### Club
- Campionato italiano di Serie B: 1

EDP Jesina: 2015-2016

### Individuale
- Capocannoniere della Serie B (girone B): 1

2015-2016 (23 reti)